# 游騎兵1號
游騎兵1號是游騎兵計畫使用的太空船，其主要任務是測試後續進行月球和行星任務所需要的函數和機械零件性能是否適用，其次的輔助目的是研究在行星際空間內自然存在的顆粒和場的性質。

## 太空船設計
太空船的設計在游騎兵模組1完成，包含一個跨距1.5米的六角形基座，其上有一座以鋁支撐著，高4米高的圓錐形塔，兩個太陽能板從基座向兩端延伸，從尖端至尖端的長度是5.2米，高增益定向天線聯接在底部的基座上，太空船的實驗設備和其他裝備都安置在基座與塔內。太空船的儀器包括萊曼α望遠鏡、銣-蒸氣磁強計、靜電分析儀、介質-能量範圍粒子探測器、兩架三耦合望遠鏡、宇宙射線集成電離室、宇宙塵探測器和太陽的X射線閃爍計數器。
通信系統包括高增益天線、全方位中增益天線和兩個轉換器，一個在960.1MHz的輸出功率為0.25W，另一個在960.05MHz的輸出功率為3W。電力由兩個太陽能板上的8,680個太陽能電池供應，一個57公斤重的銀-鋅電池，和一些實驗用的小電池。姿態控制由一個固態定時器、太陽和地球感測器及拋射和轉動的噴嘴來控制。溫度是被動的由表面拋光、鍍金和塗上油漆的鋁板來調整。

## 任務
游騎兵1號太空船的設計是先進入地球的泊車軌道，然後再進入60,000至1,100,000公里的地球軌道測試系統未來登月任務的戰略。游騎兵1號如預期的進入泊車軌道，但是愛琴娜B重新點火進入更高軌道時失敗，所以當進入愛琴娜分離的階段時，游騎兵1號開始在低軌道上翻滾。這顆衛星在1961年8月30日重返大氣層。游騎兵1號有部分成功，很多飛行測試設備的主要目的都已完成，但科學資料的收穫很少。

## 外部連結
- Lunar impact: A history of Project Ranger (PDF) 1977 （页面存档备份，存于）